# Maraton tańca
Maraton tańca – polski film komediowy z 2010 roku w reżyserii Magdaleny Łazarkiewicz.
Plenery: Dobromierz i Świdnica.

## Fabuła
Na rynku dolnośląskiego miasteczka Dąbie trwa festyn. Jego główną atrakcją ma być maraton tańca. Zwycięzca otrzyma 50 tysięcy złotych, a pozostali uczestnicy konkursu - szansę wylosowania luksusowego samochodu terenowego. Elokwentny konferansjer Alek i - występująca podczas imprezy - piosenkarka Dżessika zachęcają zgromadzonych mieszkańców do podjęcia wyzwania. Wygra ta z par, która wytrzyma na parkiecie najdłużej. Do rywalizacji stają m.in.: potrzebująca pieniędzy na leczenie chorego synka Agnieszka, jej koleżanka fryzjerka Monika oraz, podkochujący się w Dżessice, Krystian. Zbiorowemu szaleństwu ulega nawet miejscowy ksiądz Damian, który porywa do tańca siostrę zakonną Cezarię, a także doświadczona przez życie Zofia, której partneruje nastoletni syn Michaś. Tymczasem, wykorzystując ogólne zamieszanie, przybyli do miasteczka drobni przestępcy - Szymuś i Sylwuś - postanawiają wykraść pieniądze przeznaczone na główną nagrodę.

## Obsada
- Łukasz Simlat − Szymuś
- Dariusz Toczek − Sylwuś
- Agnieszka Podsiadlik − Dżessika
- Krzysztof Skonieczny − Krystian
- Joanna Kulig − Agnieszka
- Olga Frycz − Monika
- Barbara Kurzaj − siostra Cezaria
- Leszek Lichota − ksiądz Damian
- Grzegorz Kwiecień − Mietek
- Maciej Namysło − Andrzej
- Piotr Nowak − ochroniarz
- Krzysztof Kuliński − komendant
- Filip Garbacz − Michaś
- Joanna Gonschorek − Zosia Niewiadomska
- Anna Maria Buczek − Danusia
- Maciej Wierzbicki − konferansjer
- Jerzy Senator − wójt Dąbia
- Bogusław Parchimowicz − Felek
- Sławomir Holland − Jurek
- Robert Jurczyga − mężczyzna
- Bartłomiej Gola − "Luju"
- Piotr Chylarecki − "Bosski"
- Elżbieta Okupska − Irusia
- Romuald Kłos − Franuś
- Ewelina Paszke − nauczycielka
- Bartłomiej Topa − Bolesław
- Bogusława Schubert − siostra Genowefa
- Krzysztof Lapko − akustyk
- Stanisław Melski − Józef Stokrotny
- Maciej Kowalewski − Rysiek
- Artur Janusiak − Cesiek
- Krystyna Dmochowska − Janina
- Włodzimierz Dyła − Stanisław
- Anita Poddębniak − Jadźka
- Elżbieta Kosecka − Kryśka
- Jacek Grondowy − Kaźmir
- Piotr Ligienza − Piotr Grzelak
- Małgorzata Osiej-Gadzina − Ryśkowa
- Kazimierz Krzaczkowski − konduktor
- Bartosz Woźny − lekarz
- Krzysztof Kasior − pasażer
- Małgorzata Sobańska − pasażerka
- Katarzyna Z. Michalska − pielęgniarka dyżurna